# Ivo Petricioli
Ivo Petricioli, hrvaški umetnostni zgodovinar, arheolog, pedagog in akademik, * 9. marec 1925, Zadar, † 28. maj 2009.
Petricioli je bil predavatelj na Filozofski fakulteti v Zagrebu in v Zadru; je član Hrvaške akademije znanosti in umetnosti.